# Бессонов, Владимир Васильевич
Влади́мир Васи́льевич Бессо́нов (укр. Володимир Васильович Безсонов; род. 5 марта 1958, Харьков) — советский и украинский футболист и футбольный тренер. Мастер спорта СССР международного класса (1977). Заслуженный мастер спорта СССР (1986).
Окончил Киевский институт физкультуры.

## Биография
Жил с родителями в районе Харьковского тракторного завода, на улице 12 Апреля. Отец работал сталеваром, был заядлым болельщиком местного «Металлиста».
С раннего детства увлёкся футболом. Позже был отдан в харьковскую футбольную школу № 7, а затем в местный спортинтернат. Первый тренер — Михаил Наседкин. При этом, как признавался сам Бессонов, в интернате он только числился, а учился в обычной школе, приезжая на игры только по выходным дням. В 15 лет попал на заметку тренерам юношеской сборной Украины и селекционеру киевского «Динамо» Михаилу Коману. Тем не менее первой командой Бессонова стал «Металлист», к играм за дубль которого его стал привлекать Олег Ошенков. Однако за основную команду так и не сыграл.
В 1975 Бессонов встал перед выбором — поступление в институт и продолжение карьеры игрока или идти в армию. После того, как провалил первый же экзамен на спортивный факультет Харьковского педагогического института, к нему домой приехал селекционер киевлян Анатолий Сучков и уговорил его на переход в главную команду Украины.
С 1976 по 1990 год играл в киевском «Динамо». В основной состав пробился практически сразу. Отчасти этому способствовал отъезд лидеров «Динамо» в составе сборной на олимпийский футбольный турнир в Монреале. Дебют состоялся в Киеве, «Динамо» принимало московских одноклубников и проиграло 0:1.
Бессонова привлекли в состав юношеской сборной СССР. Вместе с командой победил на юношеском первенстве Европы 1976 (в финале против сборной Венгрии забил единственный гол команды) и юниорском чемпионате мира 1977, где был признан лучшим футболистом первенства — при том, что в первой же игре ему распороли шипами бутс ступню, из-за чего наложили 6 швов. Вручал футболисту приз турнира «Золотой мяч» президент ФИФА Жоао Авеланж.
С ранних лет Бессонова выделял универсализм — он мог сыграть практически на любой позиции, кроме вратарской. Причём данное качество Бессонов выделял сам и говорил об этом Лобановскому.
В 1980 играл за олимпийскую сборную СССР на футбольном турнире Олимпиады-80, провёл 6 матчей и забил 1 гол. В «Динамо» в тот сезон ему доверили капитанскую повязку, несмотря на то, что на поле вместе с ним выходили такие опытные и известные игрока как Веремеев, Колотов, Коньков, Блохин.
В сборной СССР — 79 матчей, забил 4 гола.
В списках 33 лучших футболистов СССР 11 раз, из них № 1 (1978—1982, 1985—1987, 1989) — 9 раз, № 2 (1977) и № 3 (1988).
После чемпионата Европы 1988 года вышел из КПСС.
В 1988 Бессонова приглашали в итальянскую «Рому», но Лобановский попросил его остаться в команде до 1990 года. В 1990, после провала на чемпионате мира, уехал в Израиль. Выступал за «Маккаби» (Хайфа), где основным вратарем команды был его экс-партнер по «Динамо» Виктор Чанов. В израильском клубе пробыл недолго, нормально играть мешала травма, полученная годом ранее — разрыв мышцы задней поверхности бедра. 14 января 1991 самовольно покинул команду (контракта с клубом у игрока не было) и обратно уже не вернулся. Новый сезон 1991 начал в качестве тренера киевского «Динамо».
В 1993 Бессонова пригласили на пост главного тренера команды ЦСКА-Борисфен Киев. Однако вскоре клуб обанкротился и в 1995 году он вместе с Лозинским, Кузнецовым и Литовченко стал работать в ЦСКА (Киев). С 1996 и по март 1998 работал 2-м тренером команды, с марта 1998 — главный тренер.
Первым серьёзным успехом для Бессонова стал выход клуба в финал Кубка Украины 1997/98 и участие в Кубке Кубков 1998/99.
В 2000 ушёл с этого поста. С июня 2001 — снова главный тренер ЦСКА (Киев).
С сентября 2002 возглавлял сборную Туркменистана. Одновременно курировал олимпийскую и юношеские сборные страны. Кроме того, по совместительству работал тренером-консультантом в ашхабадской «Нисе».
В октябре 2003 перед стартом отборочного турнира Кубка Азии разорвал контракт с туркменской федерацией футбола, поскольку её руководство не выполнило своих финансовых обязательств. Интересно, что при Бессонове взрослая сборная так и не сыграла ни одной официальной игры (на 14-х Азиатских играх играли футболисты до 23-х лет).
В 2006 возглавил ФК «Харьков». В мае 2008 оставил клуб.
В июле 2008 был назначен спортивным директором днепропетровского «Днепра». 29 августа, после вылета из Кубка УЕФА, Олег Протасов ушёл с поста главного тренера по собственному желанию, а Владимир Бессонов был назначен исполняющим обязанности главного тренера команды. С 1 декабря 2008 года главный тренер.
18 сентября 2010, после очередного вылета из Кубка УЕФА и серии поражений в национальном чемпионате, подал в отставку с поста главного тренера ФК «Днепр».
В начале апреля 2015 года начал работать в киевском «Динамо» в качестве тренера-селекционера.
В феврале 2022 года, во время российского военного вторжения записался в ряды территориальной обороны для защиты Украины.

## Сборная
- Всего за сборную СССР сыграл 79 матчей и забил 4 гола.
- Первый матч провёл 28 июля 1977 года против ГДР, в котором СССР уступил 2:1.
- Последний матч провёл 13 июня 1990 года против Аргентины, в котором СССР уступил 0:2.
- Также за сборную СССР сыграл в 1 неофициальном матче против команды «Звёзд мира», который завершился вничью 3:3.

## Футбольные достижения

### Командные
Динамо (Киев)
- Чемпион СССР (6): 1977, 1980, 1981, 1985, 1986, 1990
- Обладатель Кубка СССР (5): 1978, 1982, 1985, 1987, 1990
- Обладатель Суперкубка СССР (3): 1981, 1986, 1987
- Обладатель Кубка обладателей кубков УЕФА: 1986

Сборная СССР
- Победитель молодёжного чемпионата мира: 1977
- Бронзовый призёр Олимпийских игр: 1980
- Вице-чемпион Европы: 1988

### Личные
- Футболист года на Украине: 1989
- В списках 33 лучших футболистов сезона в СССР (11): № 1 (1978—1982, 1985—1987 и 1989), № 2 (1977), № 3 (1988)
- В списках лучших футболистов Украинской ССР[укр.] (12): № 1 (1979, 1980, 1981, 1982, 1985, 1987, 1988, 1989), № 2 (1977, 1983, 1984, 1986)
- Третий футболист СССР приз еженедельника «Футбол-Хоккей»: 1989
- Лучший игрок молодёжного чемпионата мира: 1977
- Обладатель «Серебряной бутсы» Чемпионата мира среди юниоров: 1977 (3 гола)
- Мастер спорта СССР международного класса (1977)
- Заслуженный мастер спорта СССР (1986)
- Член Клуба Игоря Нетто

## Награды
- Орден «За заслуги» II степени (2016)[13]
- Орден «За заслуги» III степени (2004)[14]

## Факты
- В 1975 году был взят с поличным на краже футбольных бутс из гостиничного номера. По итогам разбирательств был отчислен из юношеской сборной и дисквалифицирован на год[4].
- В киевском «Динамо» был в числе заядлых курильщиков. С сигаретой не расставался даже в период активных выступлений за клуб[4].
- Получил прозвище «человек-травма». В целом, за всю игровую карьеру у него было около 80 травм, причём ряд из них очень серьёзные: разрыв мышцы ноги (перед ЧМ-82), перелом шейных позвонков (1986 г., игра против «Торпедо»), 4 операции на колене. Единственный сезон, который Бессонов провёл без травм, — 1980 года[4].

## Семья
Жена — Виктория Бессонова (в браке с апреля 1982 года), гимнастка-«художница», воспитанница школы Альбины Дерюгиной, чемпионка мира 1979 года в групповых упражнениях. Работает в Киеве в школе художественной гимнастики Альбины Дерюгиной.
Дочь Анна профессионально занималась художественной гимнастикой, многократная чемпионка мира и Европы, выиграла две бронзовые медали на Олимпийских играх 2004 и 2008 годов.
Сын Александр — теннисист, мастер спорта, получил образование в украинско-американском гуманитарном университете, работает менеджером в одной из крупных фирм.

## Статистика выступлений за «Динамо»
| Клуб   | Сезон    | Чемпионат | Чемпионат | Кубок | Кубок | Еврокубки | Еврокубки | Суперкубок | Суперкубок | Всего | Всего |
| Клуб   | Сезон    | Игры      | Голы      | Игры  | Голы  | Игры      | Голы      | Игры       | Голы       | Игры  | Голы  |
| ------ | -------- | --------- | --------- | ----- | ----- | --------- | --------- | ---------- | ---------- | ----- | ----- |
| Динамо | 1976 (в) | 9         | 0         | -     | -     | -         | -         | -          | -          | 9     | 0     |
| Динамо | 1976 (о) | 2         | 0         | -     | -     | -         | -         | -          | -          | 2     | 0     |
| Динамо | 1977     | 16        | 1         | 1     | 0     | 2         | 0         | 1          | 0          | 20    | 1     |
| Динамо | 1978     | 23        | 3         | 8     | 2     | 4         | 0         | -          | -          | 35    | 5     |
| Динамо | 1979     | 24        | 2         | 4     | 0     | 5         | 1         | -          | -          | 33    | 3     |
| Динамо | 1980     | 34        | 5         | 6     | 2     | 2         | 0         | -          | -          | 42    | 7     |
| Динамо | 1981     | 25        | 2         | 7     | 2     | 5         | 1         | 1          | 0          | 38    | 5     |
| Динамо | 1982     | 18        | 4         | -     | -     | 3         | 1         | -          | -          | 21    | 5     |
| Динамо | 1983     | 11        | 1         | 1     | 0     | -         | -         | -          | -          | 12    | 1     |
| Динамо | 1984     | 20        | 2         | 6     | 1     | -         | -         | -          | -          | 26    | 3     |
| Динамо | 1985     | 25        | 0         | 2     | 0     | 7         | 0         | -          | -          | 34    | 0     |
| Динамо | 1986     | 16        | 1         | 3     | 0     | 5         | 0         | 1          | 0          | 25    | 1     |
| Динамо | 1987     | 11        | 0         | 2     | 0     | 2         | 0         | 1          | 0          | 16    | 0     |
| Динамо | 1988     | 19        | 0         | 2     | 0     | -         | -         | -          | -          | 21    | 0     |
| Динамо | 1989     | 17        | 5         | 4     | 1     | 4         | 2         | -          | -          | 25    | 8     |
| Динамо | 1990     | 7         | 1         | 1     | 0     | -         | -         | -          | -          | 8     | 1     |
| Всего  | Всего    | 277       | 27        | 47    | 8     | 39        | 5         | 4          | 0          | 367   | 40    |

- Статистика в Кубках СССР и еврокубках составлена по схеме «осень-весна» и зачислена в год старта турниров